# تام القرن
تام القرن أو تيليوسيراس (الاسم العلمي: Teleoceras) (من الإغريقية: "تام" (تيليوس)، "قرن" (كيراتوس))، جنس منقرض من الكركدنيات. عاش في أمريكا الشمالية خلال العصرين الميوسيني والبليوسيني، من مرحلة الهيمنغفوردي إلى نهاية مرحلة الهيمفلي، منذ نحو 17.5 إلى 4.9 مليون سنة. نما طوله ليصل إلى 13 قدمًا (4 أمتار).
انقرض تام القرن في أمريكا الشمالية إلى جانب أملس الوجه في نهاية مرحلة الهيمفلي، ويرجع ذلك على الأرجح إلى البرودة السريعة للمناخ، وزيادة الموسمية، وتوسع أعشاب التمثيل الضوئي رباعي الكربون، حيث تشير الأدلة النظيرية إلى أن امتصاص النباتات لتمثيل الضوئي رباعي الكربون كان أقل بكثير من امتصاص الخيول المعاصرة. يستضيف موقع غراي فوسيل في شمال شرق تينيسي، والذي يعود تاريخه إلى 4.5-5 مليون سنة مضت، أحد أحدث مجموعات تام القرن المعروفة، وهوTeleoceras aepysoma.